# Емулијер
Емулијер (фр. Esmoulières) насеље је и општина у источној Француској у региону Франш-Конте, у департману Горња Саона која припада префектури Лир.
По подацима из 2011. године у општини је живело 96 становника, а густина насељености је износила 4,77 становника/km². Општина се простире на површини од 20,11 km². Налази се на средњој надморској висини од 590 метара (максималној 674 m, а минималној 367 m).

## Демографија
| 1962. | 1968. | 1975. | 1982. | 1990. | 1999. | 2011. |
| ----- | ----- | ----- | ----- | ----- | ----- | ----- |
| 194   | 236   | 193   | 182   | 157   | 122   | 96    |

График промене броја становника у току последњих година